# ايمانويل جيجليوتي
ايمانويل جيجليوتي (بالإسبانية: Emmanuel Gigliotti)‏ هو لاعب كرة قدم أرجنتيني في مركز الهجوم، ولد في 20 مايو 1987 في بوينس آيرس في الأرجنتين. شارك مع منتخب الأرجنتين لكرة القدم. أما مع النوادي، فقد لعب مع أتليتيكو توكومان وأرجنتينوس جونيورز وبوكا جونيورز ونادي أتليتيكو كولون ونادي تشونغتشينغ ليانغجيانغ ونادي سان لورينزو ونادي نوفارا.

## وصلات خارجية
- ايمانويل جيجليوتي على موقع إي إس بي إن إف سي (الإنجليزية)
- ايمانويل جيجليوتي على موقع قاعدة بيانات كرة القدم.إي يو (الإنجليزية)
- ايمانويل جيجليوتي على موقع ناشيونال فوتبول تيمز (الإنجليزية)
- ايمانويل جيجليوتي على موقع Soccerway.com (الإنجليزية)
- ايمانويل جيجليوتي على موقع عالم كرة القدم.نت (الإنجليزية)